# آرن سیکر

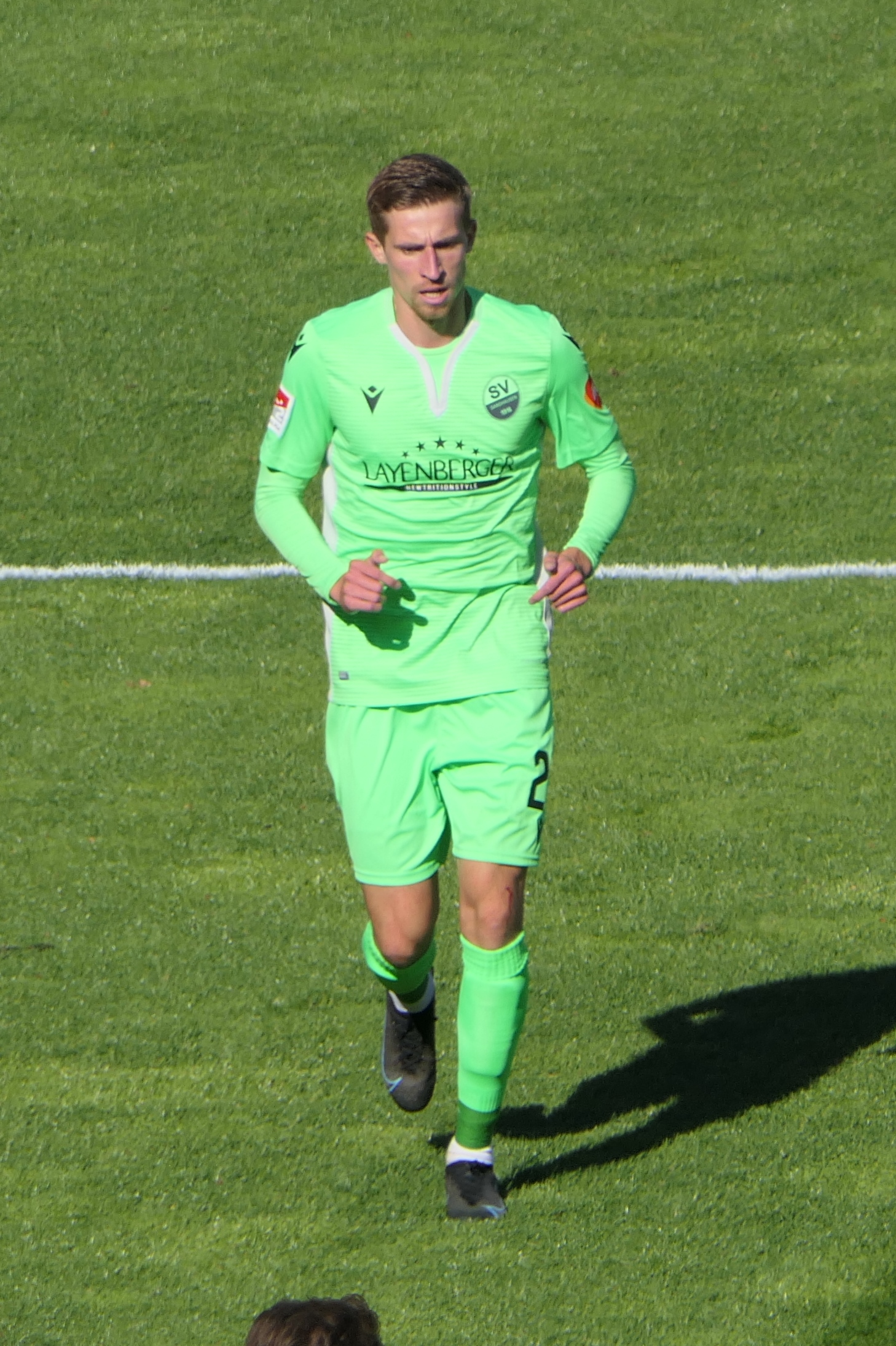
آرن سیکر در سال ۲۰۲۱

آرن سیکر (انگلیسی: Arne Sicker؛ زادهٔ ۱۷ آوریل ۱۹۹۷) بازیکن فوتبال اهل آلمان است.
از باشگاه‌هایی که در آن بازی کرده‌است می‌توان به باشگاه فوتبال دویسبورگ و باشگاه فوتبال هولشتاین کیل اشاره کرد.